# Swaefred
Swaefred was samen met zijn broer Sigeheard heerser van het Koninkrijk Essex van 694 tot 709. In 705 werd zijn neef Offa medeheerser.

## Context
Na de dood van koning Swithhelm in 664 werd het Koninkrijk Essex verdeeld onder zijn twee neven, Sighere en Sæbbi. Sæbbi had twee zonen, Sigeheard en Swaefred, Sighere had een zoon, Offa. Sighere stierf in 683 en Offa was nog een kind, eenmaal volwassen regeerde hij mee. Sæbbi was van 683 tot 694 alleenheerser. In 694 trad hij in het klooster, zijn zonen volgden hem op.
Een conflict tussen Sighere en Sæbbi zorgde ervoor dat Essex een vazalstaat werd van het Koninkrijk Mercia. Weinig is er over deze periode gekend, behalve dat de invloed van de kerk groot was. De drie werden opgevolgd door Saelred.